# Девтерокония
Девтерокония (лат. Deuterocohnia) — род растений семейства Бромелиевые. Ранее виды этого рода входили в род Аброметелла (Abromeitiella), однако после проведения современного ДНК-анализа эти виды были выделены в отдельный род.
Deuterocohnia является родом подсемейства Pitcairnioideae семейства бромелиевые. Растения этого рода произрастают в Южной Америке, преимущественно в Аргентине и Бразилии, встречаются большей частью в расщелинах скал на высоте до 3000 м над уровнем моря.

## Описание
Растения состоит из небольших розеток листьев от 10 до 25 см в диаметре. Растет медленно, образуя множество дочерних розеток, в естественных условиях образует кусты до 2 м в диаметре. Листья узкие, заостренные, некоторые виды с шипами по краям и на кончике листа, кожистые, с блестящей поверхностью. Цвет листьев от серо-зеленого до желто-зеленого. Цветет желтовато-белыми, желтыми или оранжевыми цветами, собранными на длинном цветоносе, растущим из центра розетки. После цветения розетка не отмирает, как у большинства бромелиевых, может цвести вторично.

## Уход
Предпочитает солнечное место или полутень. Растение переносит засуху, но при умеренном поливе растет интенсивнее. Почва должна быть хорошо дренированная. Состав — смесь листовой, дерновой земли и речного песка в соотношении 1:1:2. с добавлением известковой крошки и древесного угля. Размножается семенами и делением куста. Семена высевают поверхностно в легкий грунт, состоящий из листовой земли и песка (1:1). Увлажняют, и проращивают при t=15-18 °C.

## Виды

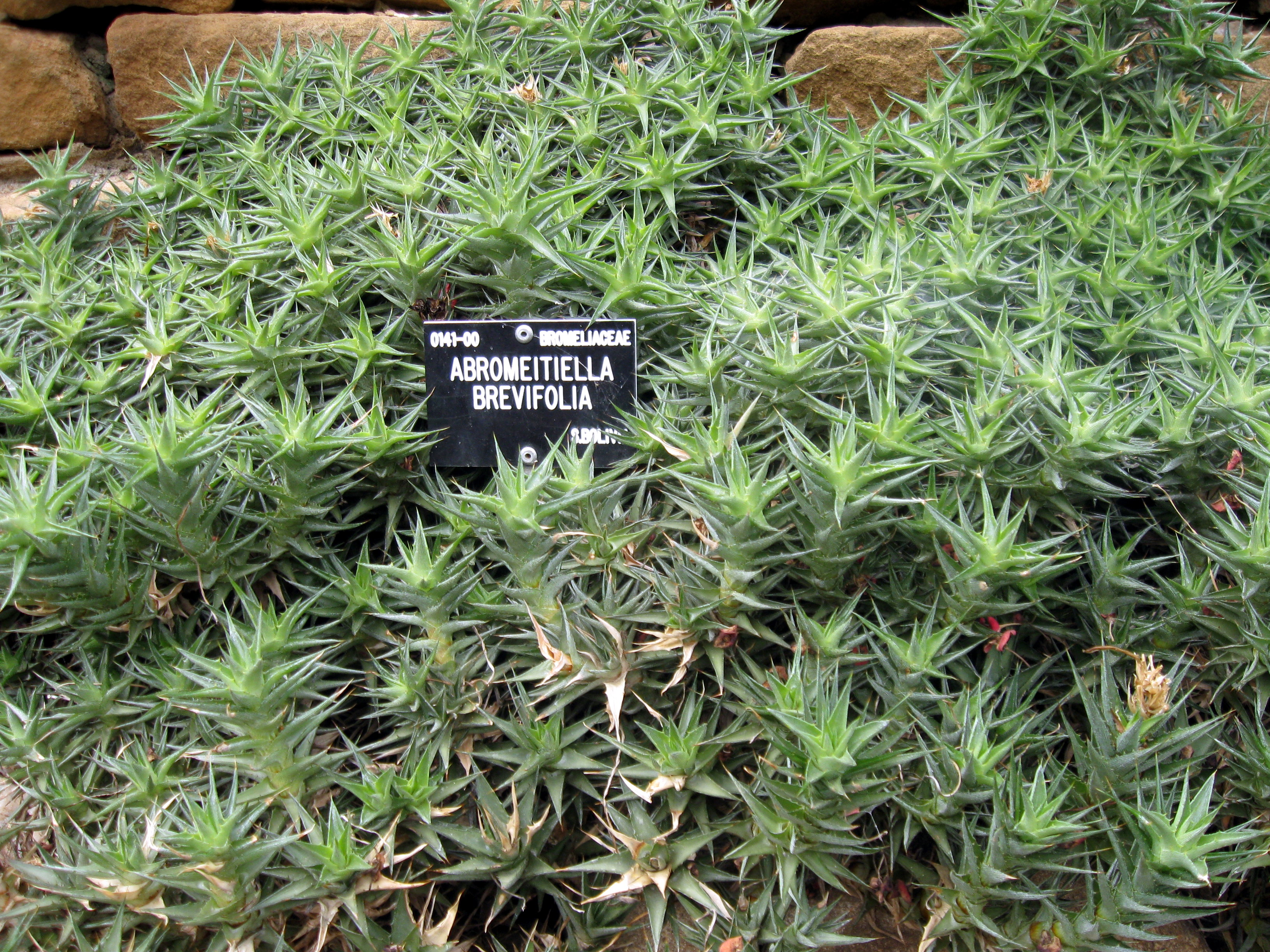
Deuterocohnia brevifolia [syn. Abromeitiella brevifolia]

По информации базы данных The Plant List, род включает 18 видов:
- Deuterocohnia bracteosa W.Till & L.Hrom.
- Deuterocohnia brevifolia (Griseb.) M.A.Spencer & L.B.Sm.
- Deuterocohnia brevispicata Rauh & L.Hrom.
- Deuterocohnia chrysantha (Phil.) Mez
- Deuterocohnia digitata L.B.Sm.
- Deuterocohnia gableana R.Vásquez & Ibisch
- Deuterocohnia glandulosa E.Gross
- Deuterocohnia haumanii A.Cast.
- Deuterocohnia longipetala (Baker) Mez
- Deuterocohnia lorentziana (Mez) M.A.Spencer & L.B.Sm.
- Deuterocohnia lotteae (Rauh) M.A.Spencer & L.B.Sm.
- Deuterocohnia meziana Kuntze ex Mez
- Deuterocohnia pedicellata W.Till
- Deuterocohnia recurvipetala E.Gross
- Deuterocohnia scapigera (Rauh & L.Hrom.) M.A.Spencer & L.B.Sm.
- Deuterocohnia schreiteri A.Cast.
- Deuterocohnia seramisiana R.Vásquez, Ibisch & E.Gross
- Deuterocohnia strobilifera Mez